# Терни (зупинний пункт)
Терни — пасажирський залізничний зупинний пункт Полтавської дирекції Південної залізниці. Розташований на лінії Гребінка — Ромодан, у селі Терни. Розташований між станціями Лубни (6 км) та Солоницька (4 км).

## Історія
Роз'їзд Терни був відкритий 1964 року на вже існуючій лінії Київ — Полтава, збудованій 1901 року. 1996 року роз'їзд було електрифіковано в рамках електрифікації ділянки Гребінка — Лубни.
Протягом 1995—1999 років електрифіковано і всю лінію до Полтави. Роз'їзд електрифіковано 1996 року.